# Robert Häggblom
Robert Markus Häggblom, född 8 september 1982 i Vasa, uppvuxen i Karperö, Korsholm, är en finländsk friidrottare som tävlar i kulstötning.
Häggblom slog igenom när han vann VM-guld för 17-åringar i Bydgoszcz, Polen 1999. Två år senare följde han upp guldet med en silvermedalj i EM för 19-åringar i Grosseto, Italien. Häggblom har ett FM-guld från 2007, ett FM-brons från 2005 och en seger i Finnkampen 2006 på meritlistan.
Den 3 mars 2007 placerade han sig på fjärde plats på inomhus-EM med en stöt på 20,26. Det personliga rekordet är för närvarande 20,53 satt i Lappo den 11 juli 2007.